# Сліпняк буряковий
Сліпняк буряковий або звичайний буряковий клоп (Polymerus cognatus Fieb.) — шкідлива комаха, що псує буряки та багато інших культурних рослин.

## Опис
Тіло довжиною 3,5-5 міліметри, жовтувато-буре, з чорно-бурим і блідо-зеленим рисунком, слабо блискуче, з сріблясто-білими лусками. Передньоспинка по боках з великими бурувато-чорними плямами. Вусики від коричневого до чорно-коричневого кольору. Щиток між основами крил темний, з жовтою вершиною. Яйце жовтувате або біле, матове, з часом стає оранжево-жовтим, довжиною до 0,95 і в поперечнику — 0,25 міліметра. B середній частині воно трохи вигнуте, передній кінець плоско-усічений, задній трохи звужений і заокруглений. Личинки менші за розміром, зелені, з червоними очима, без крил або з їхніми зачатками, з двома чорними крапками на щитку і круглою чорною плямою з спинного боку та посередині черевця. Довжина личинок першого віку — 0,9 міліметра, другого — 1,7, третього — 2, четвертого — 2,5 і п'ятого — 3,3 міліметра.

## Екологія
Зимують яйця в тканинах стебел і листків різних рослин. Восени самки відкладають яйця звичайно в стебла люцерни, полину, лободи та інших рослин. Самки весняного покоління відкладають яйця в найрізноманітніші рослини. На посівах цукрових буряків, зокрема, самки відкладають яйця в черешки або жилки листків. Спочатку самка наколює хоботком шкірку рослини, а потім занурює яйцеклад у зроблений отвір і відкладає в нього яйця так, що вони повністю занурені в рослинних тканинах. Зовні лише ледве помітно яйцеву пробочку у вигляді сірої бородавки. Яйця у кладці розміщені в один ряд або купкою по 6-8 штук. Плодючість самок від 25 до 300 яєць. Ембріональний розвиток триває від 5 до 16 днів. Вихід личинок з перезимованих яєць відбувається в квітні. Личинка розвивається близько 30 днів і за цей час линяє п'ять разів. Протягом року буває 2-3 покоління. На посіви цукрових буряків клопи перелітають в кінці травня — на початку червня. Масовий літ спостерігається звичайно в першій половині червня. Найбільше пошкоджуються пізні посіви й пересіви буряків, особливо у посушливі роки. Висмоктуючи соки з молодих листків цукрових буряків, клопи спричинюють Їх знебарвлення, побуріння, скручування і засихання. В кінці липня у личинок з'являються крила і з посівів цукрових буряків вони перелітають на інші, більш соковиті рослини — люцерну, висадки буряків та ін., де незабаром самки відкладають зимуючі яйця. Клопи є також переносниками збудників вірусних та інших захворювань рослин.
В Україні зустрічається майже повсюдно. Пошкоджує цукрові буряки, квасолю, вику, ріпак, огірки, гарбузи, моркву та ін. Особливо небезпечні пошкодження сходів під час сухої і спекотної погоди.

## Джерело
- http://agroua.net/plant/chemicaldefence/pests/p-59/